# Francesco Giustino Troilo
Francesco Giustino Troilo (Chieti, 3 aprile 1888 – Chieti, 25 febbraio 1956) è stato un politico italiano.

## Biografia
Nato a Chieti nel 1888, diventò sindaco della sua città natale il 10 novembre 1923 a seguito dell'elezione da parte del Consiglio comunale cittadino; lasciò la carica il 21 maggio 1924, poiché risultato eletto nella circoscrizione elettorale Abruzzi e Molise alle elezioni politiche di quell'anno, accedendo alla Camera dei deputati nella XXVII legislatura del Regno d'Italia; alle seguenti elezioni politiche del 1929 mantenne il posto a seguito della votazione plebiscitaria su base nazionale, rimanendo al Parlamento per la XXVIII legislatura, fino al 19 gennaio 1934. Tornò alla testa dell'amministrazione teatina durante il suo mandato da parlamentare il 9 ottobre 1927 in qualità di podestà nominato dal governo, primo a ricoprire tale carica; mantenne questo ruolo fino al 17 settembre 1931. Morì nella sua città natale nel 1956.